# Kupula

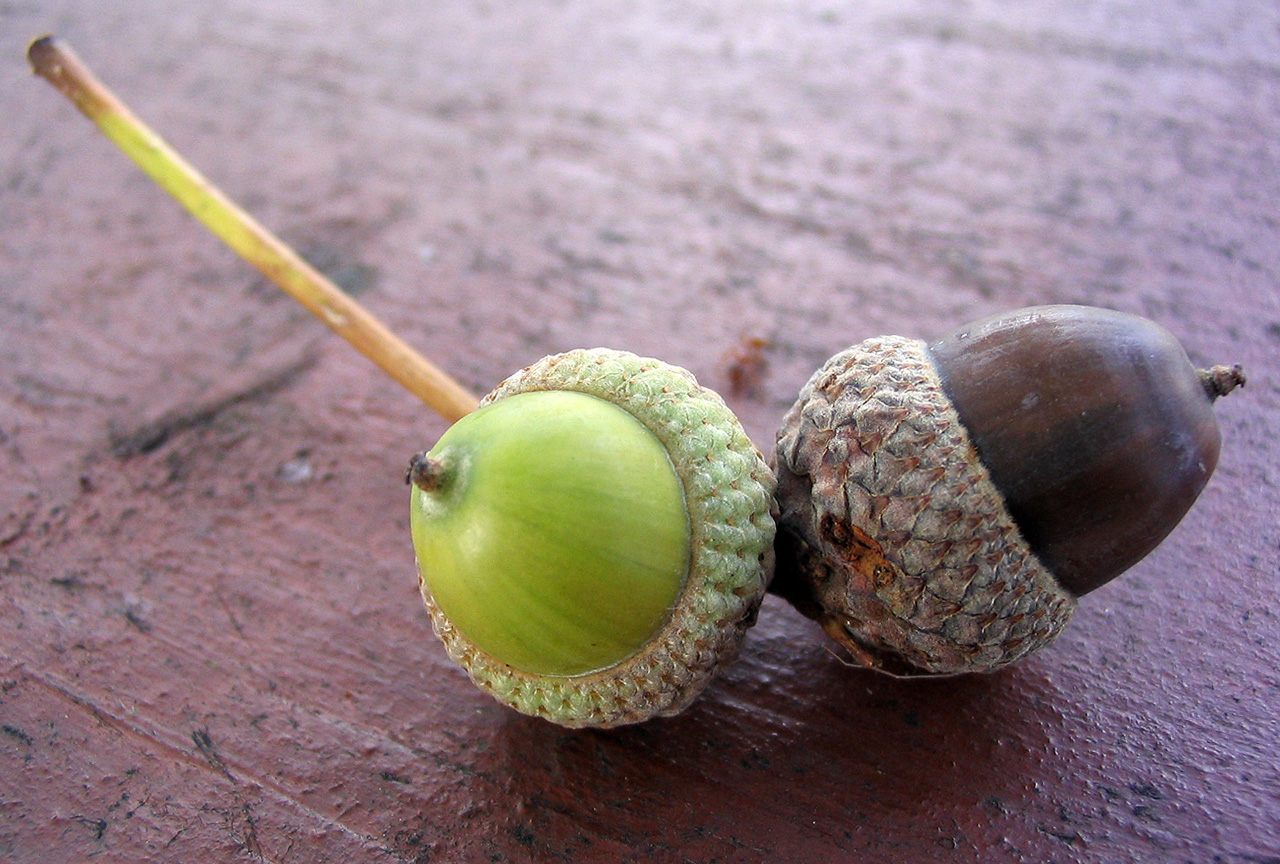
Żołędzie dębu okryte miseczkami

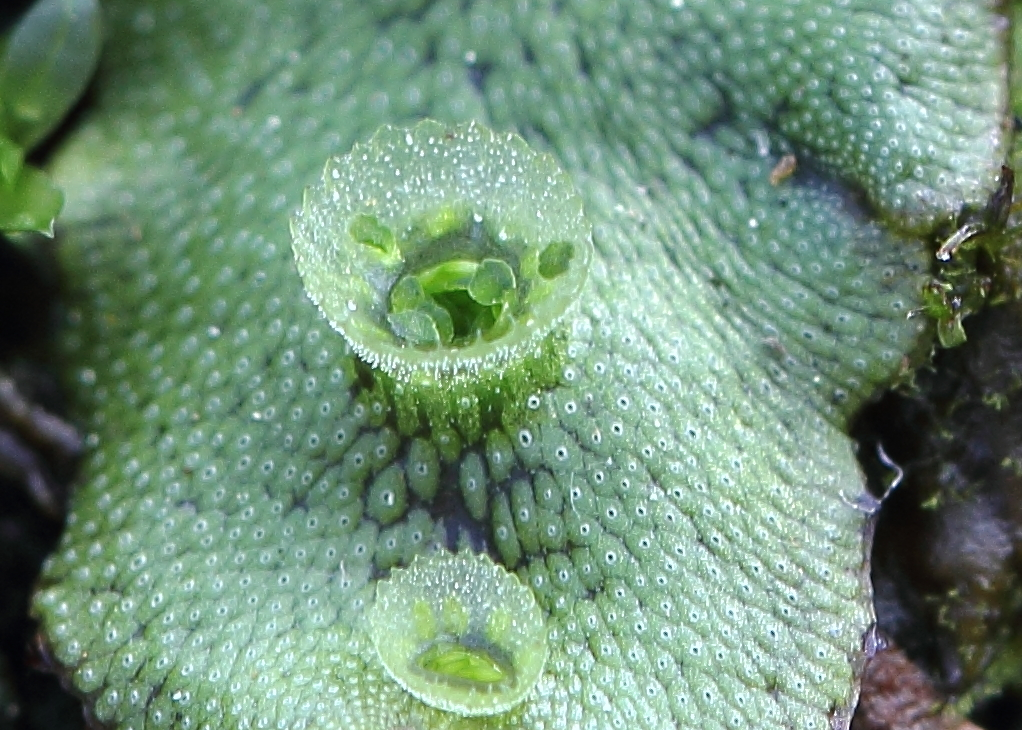
Kupula na plesze porostnicy wielokształtnej

Kupula (łac. cupula – cebrzyk, wanienka) – w botanice termin oznaczający:
- Drewniejącą miseczkę otaczającą owoc (orzech) roślin z rodziny bukowatych np. żołądź dębów i bukiew buków[1]. Powstaje ze zrośniętych u nasady liści przykwiatowych tworzących wieniec najpierw u nasady kwiatu, później owocu. U różnych gatunków końce liści przykwiatowych mogą w trakcie rozrastania się i drewnienia kupuli pozostać stulone lub są odgięte[1][2].
- U paproci nasiennych okrywę otaczającą zalążki[1]. Miała ona charakter liściowaty, była porozcinana i luźno otaczała od dołu zalążek. W różnych liniach rozwojowych ulegała różnym modyfikacjom, u kajtoniowców okrywała zalążki od góry[3].
- Miseczki z rozmnóżkami występujące na górnej powierzchni plechy wątrobowców z rzędu porostnicowców{[1]. U porostnicy wielokształtnej jest to kubeczkowaty zbiornik o ząbkowanych brzegach, wypełniony soczewkowatymi, zielonymi rozmnóżkami[4].
- U grzybów kupulą nazywa się rodzaj acerwulusa o kubeczkowatym kształcie[5].